# Wolfgang Padberg
Wolfgang Padberg (* 19. August 1910 in Essen; † wahrscheinlich verstorben) war ein deutscher Prähistoriker.
Wolfgang Padberg legte 1929 sein Abitur ab und machte zunächst bis 1930 eine Lehre zum Schlosser. Er begann anschließend ein Studium der Philosophie, Geschichte und Religionsgeschichte an der Georg-August-Universität Göttingen, 1932 wechselte er an die Christian-Albrechts-Universität zu Kiel, wo er Vor- und Frühgeschichte studierte. Ab 1935 war er bei Ausgrabungen tätig, 1938 wurde er wissenschaftlicher Assistent am Landesmuseum für Vor- und Frühgeschichte Schwerin. 1940 wurde er zur Wehrmacht einberufen und geriet 1944 in sowjetische Gefangenschaft und wurde Mitarbeiter des Nationalkomitee Freies Deutschland, für das er in Elabuga als Agitator und Kulturfunktionär tätig war. Aus der Gefangenschaft wurde Padberg 1950 entlassen und erhielt sofort eine planmäßige wissenschaftliche Aspirantur an der Martin-Luther-Universität Halle-Wittenberg, 1951 ging er an das Landesmuseum für Vorgeschichte Halle. 1953 wurde er wissenschaftlicher Mitarbeiter an der Abteilung Ur- und Frühgeschichte im Museum für Deutsche Geschichte in Berlin, was er bis 1960 blieb. Die Promotion erfolgte im Dezember 1954 zum Thema Das archäologische Material zum Problem der Menschwerdung, gesellschaftswissenschaftlich gewertet bei den Gutachtern Werner Rothmaler und Karl-Heinz Otto. Von 1954 bis 1959 war Padberg zudem zunächst Lehrbeauftragter und später mit der Wahrnehmung einer Dozentur betraut. Im September 1963 wurde er Dozent für Ur- und Frühgeschichte an der Pädagogischen Hochschule Potsdam, 1974 trotz fehlender Habilitation/Promotion B außerordentlicher Professor. 1975 wurde Padberg emeritiert.
Padberg beschäftigte sich vor allem mit der frühen Entwicklung des Menschen. Er verfasste viele Schriften zur Lehrerbildung und hatte damit einigen Einfluss auf die Ausbildung der Schüler von den 1950er bis 1970er Jahren in der DDR.

## Schriften
- Lehrbriefe für das Fernstudium der Mittelstufenlehrer. Geschichte. 3., Volk und Wissen, Berlin 1956
- mit Werner Rothmaler: Beiträge zur Frühgeschichte der Landwirtschaft (3 Bände), Deutscher Bauernverlag, Berlin 1955–57
- Lehrmittel für den Biologieunterricht, Volk und Wissen, Berlin 1962
- mit Georg Uschmann: Lehrbogen für die Qualifizierung der Werktätigen. Lehrbogen 20/21., Die Geschichte der Organismen. Zur Geschichte d. Entwicklungslehre, Volk und Wissen, Berlin 1962